# Amara Bo
Amara Bo (tiếng Miến Điện: အမရာ; sinh ngày 24 tháng 12 năm 1999) là người mẫu và hoa hậu người Myanmar từng đăng quang Hoa hậu Hoàn vũ Myanmar 2023. Cô sẽ đại diện cho Myanmar tại Hoa hậu Hoàn vũ 2023 ở San Salvador, El Salvador.

## Tiểu sử
Amara Bo sinh ra ở Mandalay. Cô có bằng cử nhân về khoa học máy tính. Cô theo học tại Đại học Nghiên cứu Máy tính, Mandalay.
Năm 2019, Bo tham gia cuộc thi người mẫu Myanmar The Model Academy mùa 3 và lọt vào Top 5.

## Cuộc thi sắc đẹp

### Hoa hậu Thế giới Myanmar 2019
Bo bắt đầu sự nghiệp thi sắc đẹp của mình vào năm 2019, khi cô tham gia cuộc thi Hoa hậu Thế giới Myanmar 2019 tại Trung tâm Hội nghị Myanmar ở Yangon, nơi cô giành vị trí Á hậu 1 và thua người chiến thắng cuối cùng là Khit Lin Latt Yoon.

### Hoa hậu Hoàn vũ Myanmar 2022
Vào ngày 1 tháng 10 năm 2022, Bo đại diện cho Mandalay tại Hoa hậu Hoàn vũ Myanmar 2022 và tranh tài với 14 thí sinh khác vào chung kết tại Grand Ballroom của khách sạn Novotel ở Yangon, nơi cô lọt vào Top 10.

### Hoa hậu Hoàn vũ Myanmar 2023
Vào ngày 14 tháng 9 năm 2023, Bo đại diện cho Keng Tung tại Hoa hậu Hoàn vũ Myanmar 2023 và tranh tài với 31 ứng cử viên khác tại khách sạn Novotel Max Yangon ở Yangon, nơi anh giành được danh hiệu và kế nhiệm là Zar Li Moe.

### Hoa hậu Hoàn vũ 2023
Vào ngày 18 tháng 11 năm 2023, cô sẽ đại diện cho Myanmar tham dự Hoa hậu Hoàn vũ 2023 tại San Salvador, El Salvador.